# Cesseras
Cesseras är en kommun i departementet Hérault i regionen Occitanien i södra Frankrike. Kommunen ligger i kantonen Olonzac som tillhör arrondissementet Béziers. År 2022 hade Cesseras 432 invånare.

## Befolkningsutveckling
Antalet invånare i kommunen Cesseras
Referens:INSEE